# Andreas Schumacher (Diplomat)

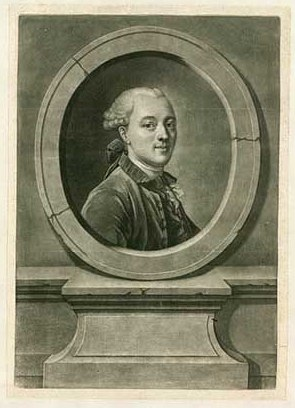
Johann Stenglin: Andreas Schumacher (1763)

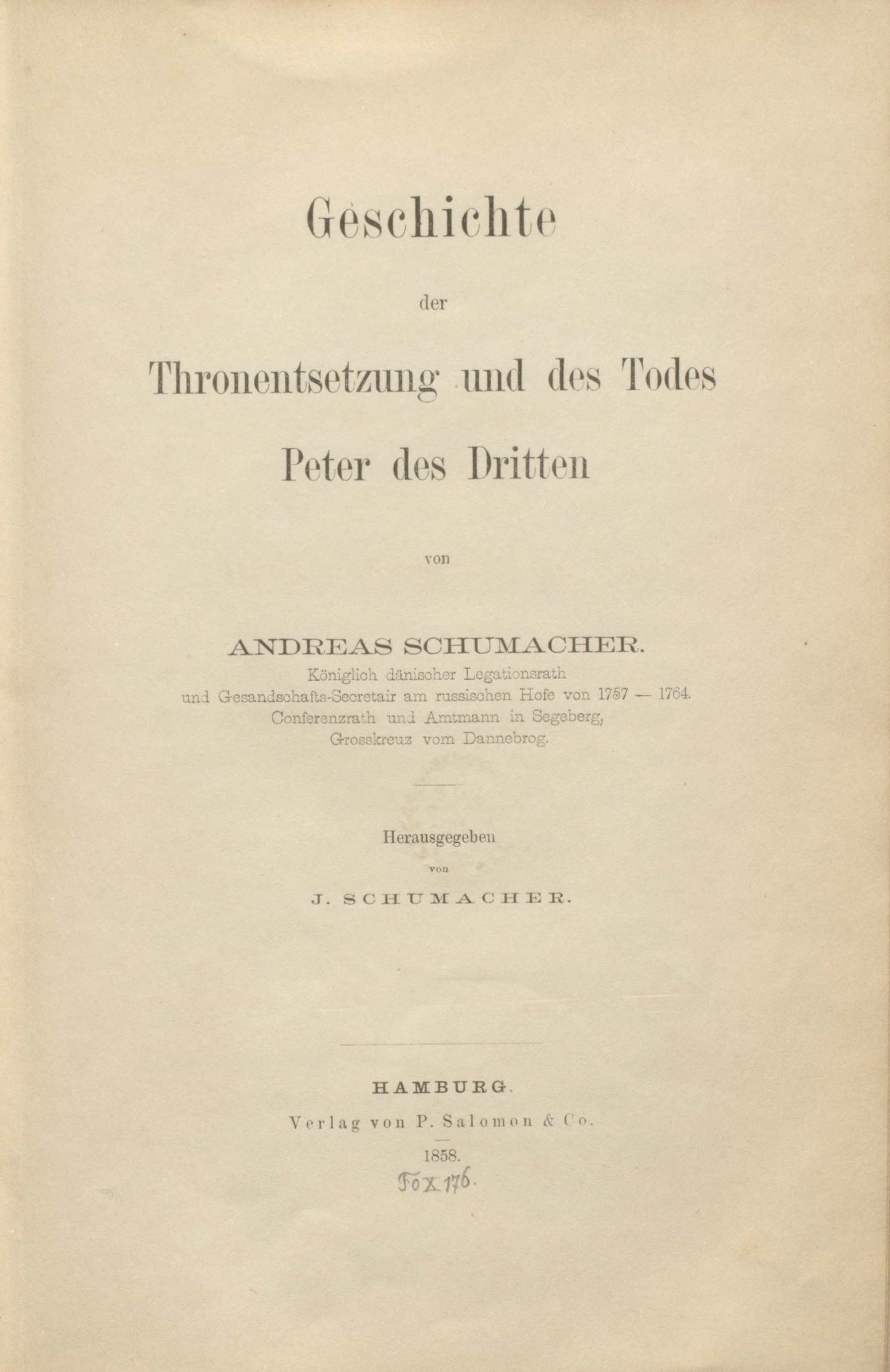
Geschichte der Thronentsetzung und des Todes Peter des Dritten (postum 1858 vom Enkel Johannes Schumacher herausgegeben)

Andreas Schumacher (geboren 26. August 1726 in Kopenhagen; gestorben 2. Januar 1790 in Segeberg) war ein dänischer Beamter und Diplomat.

## Leben
Andreas Schumacher stammte aus einer deutsch-dänischen Beamtenfamilie, zu der auch  der dänische Staatsbeamte Peder Schumacher Griffenfeld gehört. Er war ein Sohn des Buchhalters Poul Gerhard Schumacher. Ein Enkel war der Astronom Heinrich Christian Schumacher.
Schumacher wurde 1757 Sekretär in der Deutschen Kanzlei unter Johann Hartwig Ernst von Bernstorff, der ihn als dänischen Gesandtschaftssekretär und Legationsrat an den Hof des russischen Zaren in St. Petersburg schickte. Hinter dem Rücken des dänischen Gesandten Adolph Sigfried von der Osten, mit dem er eigentlich zusammenarbeiten sollte, wechselte er Briefe mit Bernstorff und wirkte damit entscheidend an der Allianz zwischen Dänemark und Zarin Katharina II. mit. Die Entdeckung des Briefwechsels durch von Osten führte aber dazu, dass Schumacher 1765 aus Russland zurückgerufen wurde.
Danach wieder am dänischen Hof machte Caspar von Saldern ihn 1767 als Nachfolger von Reverdil zum Kabinettssekretär des Königs. Diesen Posten hatte er bis 1771 inne. Gleichzeitig war er Mitglied der damals neu eingerichteten Landkommission. In dieser Zeit avancierte er zum Etatsrat und 1769 zum Konferenzrat. Er befand sich im Gefolge von Christian VII. auf dessen Europareise und erhielt von der Cambridge University einen Ehrendoktortitel. Bei der Umorganisation der Verwaltung unter Johann Friedrich Struensee, dessen Reformideen er teilte, behielt er seine Stelle in der Landkommission und leitete ab dem 1. Mai 1771 das Department der Landkommission in Jütland, Lolland-Falster und Langeland.
Nach Struensees Sturz wurde Schumacher von den neuen Machthabern dank seiner guten Kontakte zu Bernstorff und von Saldern erneut als Kabinettssekretär des Königs eingesetzt. Jedoch schon im Januar 1773 wurde er als Amtmann nach Segeberg abgeschoben. Schumacher wurde 1783 zum Ritter vom Dannebrogorden ernannt.

## Schriften (Auswahl)
- Gelehrter Männer Briefe an die Könige in Dannemark von 1552–1663. Zum Druck befördert von Andreas Schumacher. 3 Bände. Kopenhagen, 1758–1759
- Büchersammlung des sel. Herrn Andr. Schumacher, Conferenzr., Amtmanns zu Segeberg. 1791.
- Johannes Schumacher (Hrsg.): Geschichte der Thronentsetzung und des Todes Peter des Dritten. Vorwort mit biografischen Angaben. Hamburg: P. Salomon, 1858.